# Hyptiotes tehama
Hyptiotes tehama är en spindelart som beskrevs av Muma och Willis J. Gertsch 1964. Hyptiotes tehama ingår i släktet Hyptiotes och familjen krusnätsspindlar. Inga underarter finns listade i Catalogue of Life.